# Саксо Граматик
Саксо Граматик (на латински: Saxo Grammaticus) е датски историограф от XII век. Роден е около 1150 г., почива ок. 1220 г. 
Той е известен с описанията си на превземането на славянската крепост Яромарсбург през 1168 от датския епископ Абсалон фон Роскилде, последвалото християнизиране на славяните на остров Рюген както и с описанията на техните вярвания и култура. Саксо Граматик придружава Абсалон фон Роскилде и е пряк очевидец на събитията.
След 1185 по поръчка на епископ Абсалон той написва на латински 16-томния Геста Данорум (Gesta Danorum, също Historia Danica). Това е първият и най-важен труд върху датската история, който също заема особена роля за раждането на датската идентичност. Документът е базиран както на митове и предания в първите два тома, така и след трети том на реални факти от тогавашната действителност.

## Трудове
Сред трудовете на Саксо Граматик са:
- Gesta Danorum, ок. 1200. пълен текст (на латински)
- Denscke Kroneke, ок. 1490. пълен текст (на долнонемски)